# Parsi
I parsi sono seguaci del Mazdeismo che nell'VIII secolo lasciarono la Persia per recarsi in India, nel Gujarat, presso il re induista Jadav Rana.
Attualmente sono circa 100.000 individui, il 70% dei quali vive ancora in India, soprattutto presso Mumbai e parlano la lingua gujarati. L'altra comunità zoroastriana dell'India è rappresentata dagli Irani, che giunsero nel subcontinente indiano nel X secolo.

## Definizione e identità
Il termine "parsi" non è attestato in testi zoroastriani indiani fino al XVII secolo. Fino a quel periodo venivano usati i termini Zarthoshti ("Zoroastriani") o Vehdin ("[di] buona natura" o "[de] la buona religione"). È in un testo sanscrito del XII secolo, scritto probabilmente da un hindu, che si utilizza per la prima volta il termine.
La prima fonte europea risale al 1322, quando il monaco francese Jordanus riferisce della presenza dei parsi a Thana e Broach. Il termine ricorrerà in molti diari di viaggiatori europei, prima portoghesi e francesi ed inglesi poi.

### Chi è un parsi?
Chi sia un parsi è una questione controversa all'interno della comunità mazdea in India. Generalmente è considerato parsi:
1. un diretto discendente degli antichi rifugiati persiani;
2. una persona formalmente ammessa nella religione mazdea (in questo senso il termine assume una connotazione etnico-religiosa).

Alcuni membri della comunità però sostengono che un bambino debba avere un padre parsi per essere ammesso nella comunità, ma questo viene visto dalla maggioranza come una violazione dei principi zoroastriani dell'uguaglianza di genere e potrebbe essere un residuo di un'antica definizione legale di "parsi".
Una definizione legale di "parsi", spesso citata, si basa su una decisione del 1909 (ormai annullata) che stabilì non solo che una persona non può diventare parsi convertendosi alla fede zoroastriana (che era il caso in questione), ma anche che la comunità parsi è composta 
a) dai discendenti degli emigranti persiani e che sono nati da genitori, entrambi di religione zoroastriana; 
b) da "Irani" (intesi come iraniani, non altri gruppi di zoroastriani indiani) di religione zoroastriana; 
c) i figli di padri parsi e di madre non-parsi che è stata debitamente e correttamente ammessa nella religione.
Questa definizione è stata poi più volte ribaltata. I principi di uguaglianza della Costituzione indiana annullano le restrizioni patrilineari espressa nel terzo punto. La seconda clausola è stata contestata e rovesciata nel 1948 (Sarwar Merwan Yezdiar v. Merwan Rashid Yezdiar 1948). In appello, nel 1950, venne accolta la sentenza del 1948 e l'intera definizione del 1909 fu ritenuta un obiter dictum, cioè un parere dato in via incidentale e non giuridicamente vincolante (decisione riaffermata nel 1966).(Merwan Rashid Yezdiar v. Sarwar Merwan Yezdiar 1950;Jamshed Irani v. Banu Irani 1966). Tuttavia, l'opinione che la decisione del 1909 sia ancora legalmente vincolante, continua a persistere, anche tra i parsi più colti e moderati.

## Statistiche demografiche

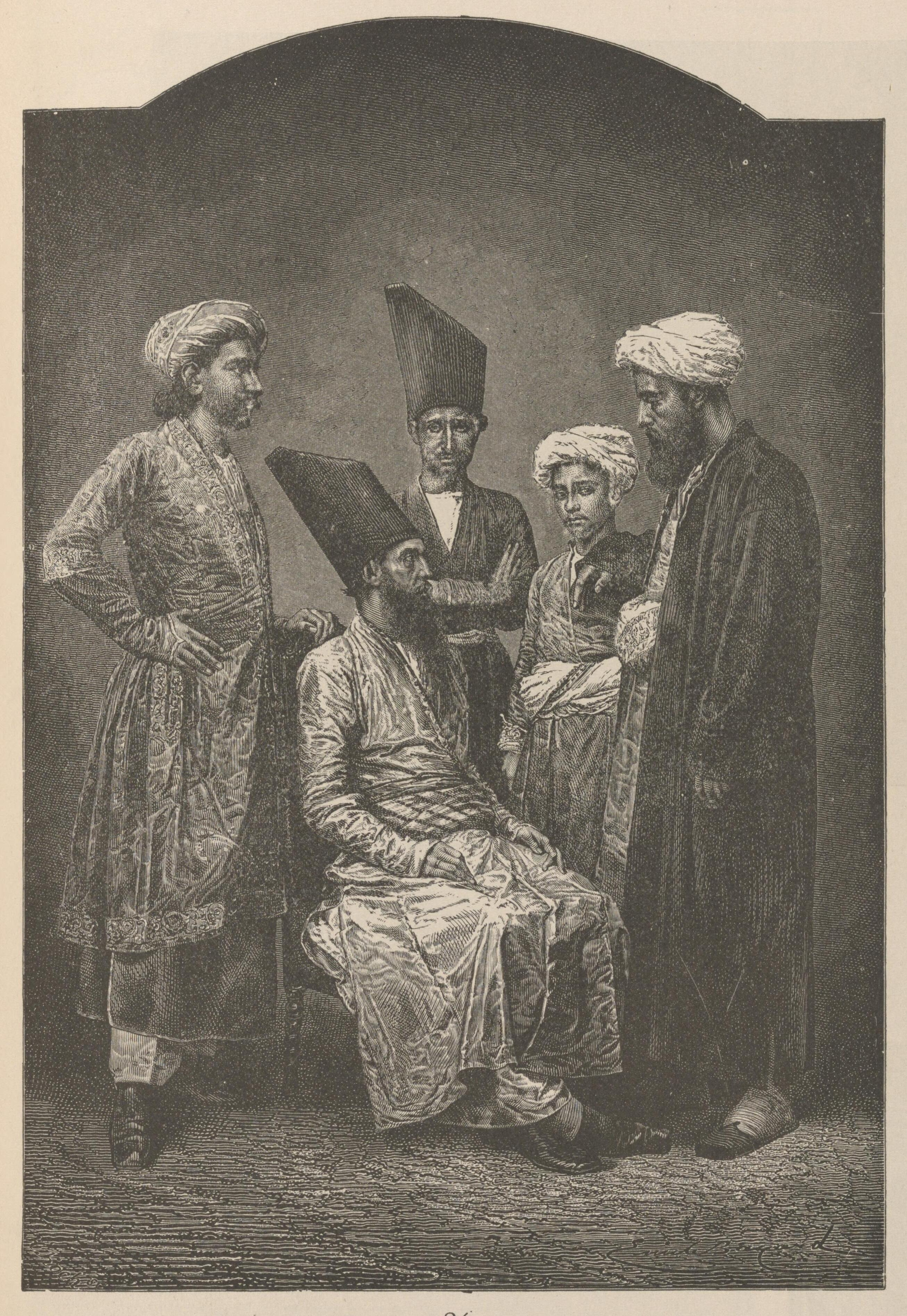
Parsi di Bombay, 1878

La stima tradizionale del numero di Parsi nel mondo è di circa 100.000. Il censimento indiano del 1981 contava 71.630 Parsi nel paese. 
I dati dei censimenti indiani hanno evidenziato il costante declino nel corso dei diversi decenni. Il censimento del 1940-'41 (che includeva gli attuali India, Pakistan e Bangladesh) contava 114.890 parsi. Il censimento del 1951, che riguarda la sola India, contava 111.791 e i dati dei successivi censimenti hanno evidenziato una diminuzione del 9% ogni anno. Secondo la National Commission for Minorities ci sono diverse cause che spiegano il declino numerico, la mancanza di figli e le migrazioni.
La più grande comunità parsi è quella di Bombay, ma ci sono comunità anche in altre città indiane, tra cui Delhi.

## Divisioni interne alla comunità

### Calendario
Fino al XII secolo tutti gli zoroastriani seguivano lo stesso calendario di 365 giorni, che era rimasto praticamente lo stesso dalla riforma di Ardashir I (r. 226-241). Il calendario però non contemplava la compensazione delle frazioni di giorni del calendario solare, con il passare del tempo non vi fu più corrispondenza tra mesi e stagioni. Ad un certo punto, tra il 1125 e il 1250 i parsi aggiunsero un mese, cosa però non imitata dagli altri zoroastriani.

## Nella cultura di massa
Nel romanzo di Jules Verne Il giro del mondo in 80 giorni s'incontrano due personaggi Parsi. Si tratta di una guida scelta dai protagonisti per attraversare una zona della giungla indiana (cap.11) e di Miss Auda, giovane vedova indiana salvata dal sacrificio del Satī (capitoli 12-13).